# くぼ丸なす

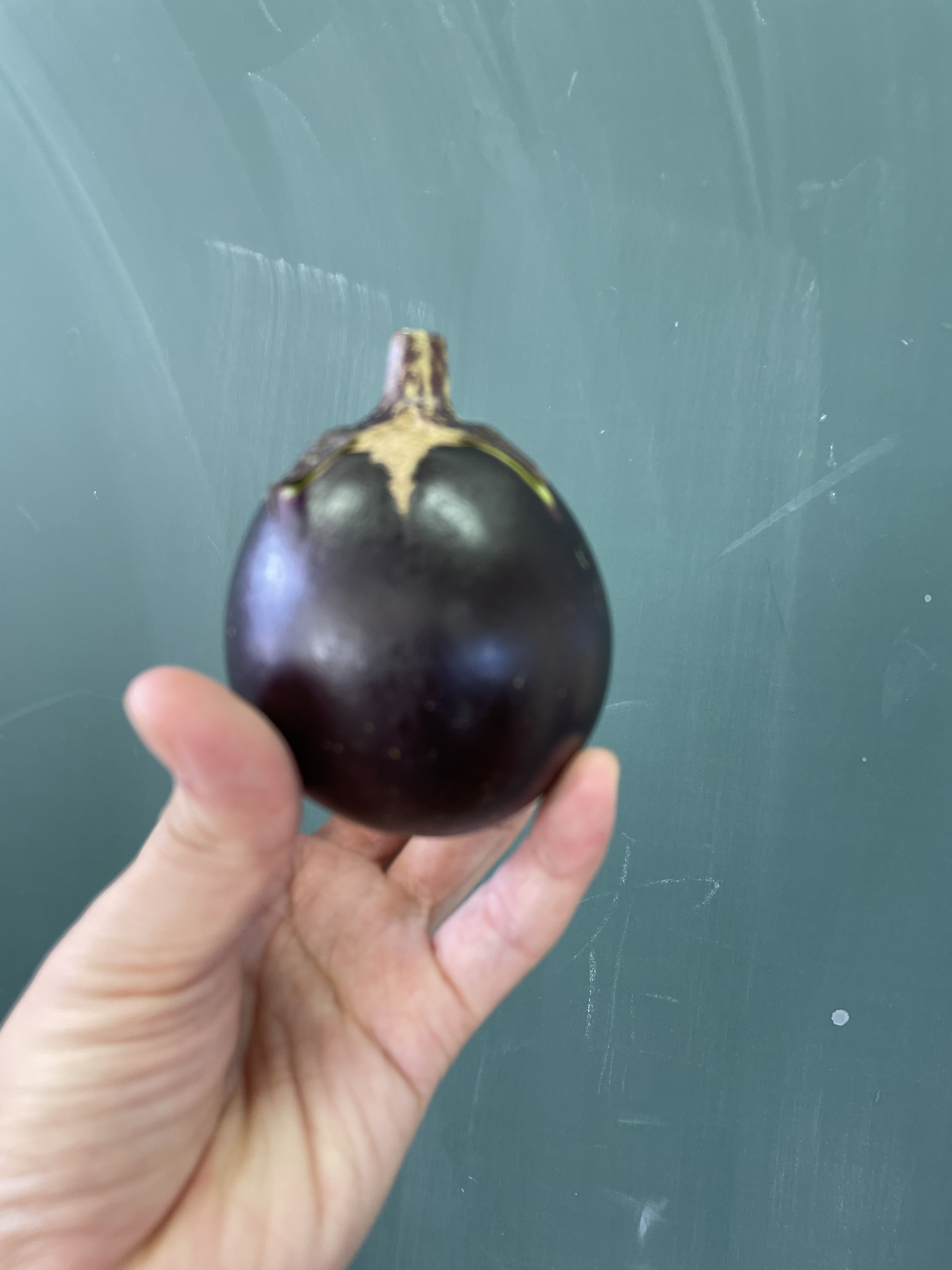
くぼ丸なす

くぼ丸なすは、福井県三方郡美浜町久保地区で栽培されている伝統野菜。

## 概要
2013年11月に福井県で「伝統野菜」として認定された。久保地区では古くから伝わる野菜。ソフトボールの球を思わせる丸い形状が特徴。肉厚で実はしまっていており、生のままだとシャキシャキとしたリンゴのような食感もある。また実がしまっているので荷崩れしにくい。逆に現行のナスの品種と比較すると発芽率が悪く、耐病性も低いといった難点がある。
1900年代以前から栽培されているが、2012年頃には地区で1軒しか栽培していなかった。それを松田賢一が「くぼ丸なす」と名付けた。